# Armstrong Whitworth
A Sir W G Armstrong Whitworth & Co Ltd foi uma empresa britânica de construção que operou desde a metade do século XIX até o início do século XX. Foi fundada em 1847 por William George Armstrong, em Newcastle upon Tyne,  especializado-se na construção de armamentos, navios, locomotivas, automóveis e aeronaves.
Inicialmente produzia máquinas hidráulicas, guindastes e pontes, depois também armamentos. Fundiu-se em 1882 com a firma de Charles Mitchell, a fim de formar a Armstrong Mitchell, passando a construir navios no rio Tyne. Uma nova fusão ocorreu em 1897, com a firma de engenharia de Joseph Whitworth, formando a Armstrong Whitworth. Em 1927 se uniu à Vickers a fim de criarem a Vickers-Armstrongs.